# Quod scripsi, scripsi

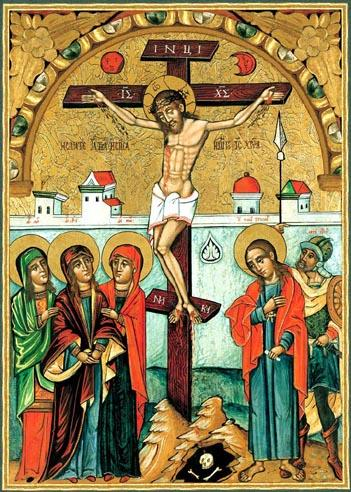
Pontius Pilatus had volgens Johannes in het Hebreeuws, Latijn en Grieks "Jezus van Nazareth, koning van de Joden" laten schrijven en bleef erbij.

Quod scripsi, scripsi is een Latijnse uitdrukking en betekent: "Wat ik geschreven heb, heb ik geschreven". De spreuk is een tautologie, die beklemtoont dat het eenmaal genomen besluit niet zal worden herroepen.
De alternatieve vormen Quod dixi, dixi ("Wat ik gezegd heb, heb ik gezegd") en Quod scripsi, scriptum est ("Wat ik geschreven heb, dat staat geschreven") betekenen ongeveer hetzelfde.

## Oorsprong
Het zijn woorden uit Johannes 19:22, gesproken door Pontius Pilatus die op het kruis een bord liet aanbrengen met "Jezus van Nazareth, koning van de Joden". In de westers christelijke kunst wordt dit vaak in het Latijn afgekort tot de letters INRI. De joodse hogepriesters stelden voor dat te veranderen in "Hij heeft gezegd dat hij koning van de Joden is". Het antwoord van Pilatus was: "Wat ik geschreven heb, heb ik geschreven." Als Pilatus werkelijk deze woorden heeft gesproken, heeft hij dat vrijwel zeker in het Grieks gedaan: "Ὃ γέγραφα γέγραφα, Ho gegrapha gegrapha".
Overigens geeft elk van de vier canonieke evangeliën een andere tekst op het bord op het kruis van Jezus, zodat
niet zeker is welke tekst Pilatus heeft geschreven of laten schrijven. Johannes is het enige evangelie dat beweert dat Pilatus de tekst had laten opschrijven, de synoptische evangeliën vermelden niet wie de auteur of opdrachtgever was.